# Nationalliga A (Eishockey) 1977/78
Die Saison 1977/78 war die 40. reguläre Austragung der Nationalliga A, der höchsten Schweizer Spielklasse im Eishockey. Zum ersten Mal in seiner Vereinsgeschichte überhaupt wurde der EHC Biel Schweizer Meister, während der HC Ambrì-Piotta in die NLB abstieg. 

## Modus
In einer gemeinsamen Hauptrunde spielte jede der acht Mannschaften in vier Spielen gegen jeden Gruppengegner, wodurch die Gesamtanzahl der Spiele pro Mannschaft 28 betrug. Der Erstplatzierte der Hauptrunde wurde Meister. Der Letztplatzierte der Hauptrunde stieg in die NLB ab. Für einen Sieg erhielt jede Mannschaft zwei Punkte, bei einem Unentschieden einen Punkt. Bei einer Niederlage erhielt man keine Punkte.

## Hauptrunde

### Abschlusstabelle
| Pl. | Team                 | Sp. | S  | U | N  | Tore    | Pkt. |
| --- | -------------------- | --- | -- | - | -- | ------- | ---- |
| 1.  | EHC Biel             | 28  | 19 | 3 | 6  | 159:93  | 41   |
| 2.  | SC Langnau           | 28  | 19 | 2 | 7  | 158:98  | 40   |
| 3.  | SC Bern              | 28  | 17 | 4 | 7  | 162:95  | 38   |
| 4.  | EHC Kloten           | 28  | 14 | 3 | 11 | 114:105 | 31   |
| 5.  | EHC Arosa            | 28  | 11 | 3 | 14 | 96:98   | 25   |
| 6.  | HC La Chaux-de-Fonds | 28  | 10 | 2 | 16 | 116:138 | 22   |
| 7.  | HC Sierre            | 28  | 8  | 4 | 16 | 103:162 | 20   |
| 8.  | HC Ambrì-Piotta      | 28  | 3  | 1 | 24 | 87:206  | 7    |

### Beste Scorer
Abkürzungen: Sp = Spiele, T = Tore, V = Assists, Pkt = Punkte,  SM = Strafminuten; Fett: Turnierbestwert
| Spieler           | Mannschaft           | Sp | T  | V  | Pkt | SM |
| ----------------- | -------------------- | -- | -- | -- | --- | -- |
| Giovanni Conte    | SC Bern              |    | 36 | 16 | 52  |    |
| Steve Latinovich  | EHC Biel             | 26 | 30 | 21 | 51  | 0  |
| Richmond Gosselin | HC La Chaux-de-Fonds |    | 28 | 22 | 50  |    |
| Serge Martel      | SC Bern              |    | 26 | 23 | 49  |    |

## Meistermannschaft des EHC Biel
| Schweizer Meister EHC Biel | Torhüter: Olivier Anken, Thomas Fässler, Anton Siegenthaler Verteidiger: Bernard Burri, Daniel Dubuis, René Fäh, Pierre-Alain Flotiront, Charles Greder, Jakob Kölliker, Carlo Valenti, Aldo Zenhäusern Stürmer: René Berra, Daniel Blaser, Raymond Guénat, Thomas Hanseler, Daniel Kohler, Jean-Claude Kohler, Francis Lardon, Steve Latinovitch, Bob Lindberg, Urs Lott, Hans-Jörg Schmid, René Stampfli, Michel Türler, Daniel Widmer Trainer: František Vaněk |